# The Entity
The Entity (pt Ente Misterioso; br O Enigma do Mal) é um filme de horror baseado em fatos estrelando Barbara Hershey no papel de uma mulher assombrada por uma entidade invisível.

## Sinopse
O filme traz o pesadelo de Carla Moran (Barbara Hershey), uma mãe solteira de três filhos, que é aterrorizada e sexualmente molestada por uma entidade sobrenatural.

## Elenco
- Barbara Hershey as Carla Moran
- Ron Silver as Dr. Sneiderman
- David Labiosa as Billy Moran
- Margaret Blye as Cindy